# Santa María del Nopal
Santa María del Nopal är en ort i Mexiko.   Den ligger i kommunen Arandas och delstaten Jalisco, i den centrala delen av landet, 400 km väster om huvudstaden Mexico City. Santa María del Nopal ligger 2 010 meter över havet och antalet invånare är 428.
Terrängen runt Santa María del Nopal är huvudsakligen platt, men åt nordost är den kuperad. Runt Santa María del Nopal är det ganska tätbefolkat, med 72 invånare per kvadratkilometer. Närmaste större samhälle är Arandas, 6,4 km öster om Santa María del Nopal. I omgivningarna runt Santa María del Nopal växer huvudsakligen savannskog.